# 古利古里亚语
利古里亚语在罗马时代及之前分布在今日意大利西北部和法国东南部一带，使用者被称作利古里亚人。
人们对古利古里亚语知之甚少，由于缺乏铭文，且利古里亚人的起源不明，因此无法确定其系属分类是前印欧语还是属于印欧语系。语言学家说主要基于地名和专名。

## 利古里亚语的证据

古代意大利语言分布，利古里亚语为N4。越来越多证据说明它不是印欧语。

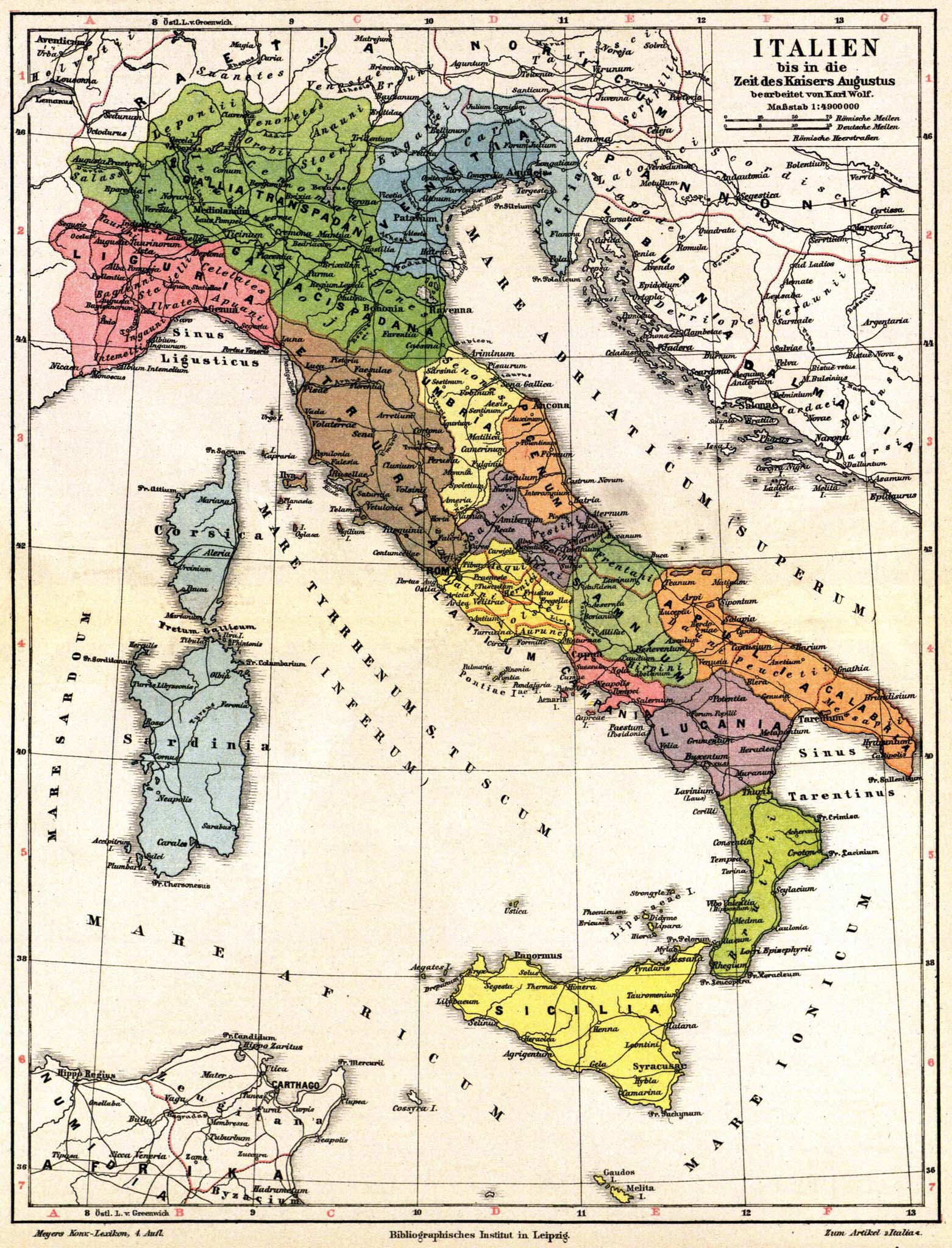
罗马时代的利古里亚

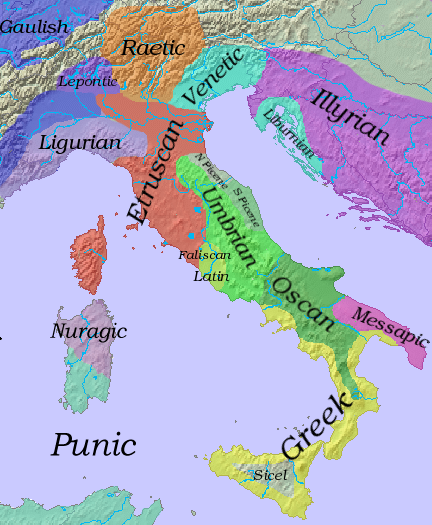
铁器时代意大利语言分布，约公元前6世纪

利古里亚人的民族语言起源和身份问题一直悬而未决，他们可能是：前印欧语人群；说一种早期印欧语，如意大利-凯尔特语族的第三支或古凯尔特语（独立于高卢语），和/或逐渐受到高卢语等语言的影响。
斯特拉波在谈到阿尔卑斯周围地区时写道：“许多部族（éthnê）占据着山地，除利古里亚人之外，都是凯尔特人（Keltikà）；虽然他们是不同的民族（hetero-ethneis），但其生活方式（bíois）与凯尔特相似。”他还提到，早期的（希腊）资料将当时利古里亚人的西部邻居Salyes人（拉丁语Salluvii）称为利古里亚人（Ligyes），其领地则是Ligystike（iv. p. 203）。古典时代的学者通常认为Salyes人源于高卢人和利古里亚人的混血，或是最西部的利古里亚人受到凯尔特上层影响的结果。
古代，由于利古里亚语同凯尔特语非常相似，甚至有希腊学者称他们为凯尔特利古里亚人（ Keltolígues）。
希罗多德指出，分布在马赛的利古里亚人称呼旅行小贩为sigunnai，同当时东欧游牧部落昔恭纳伊人（Sigynnae）非常像。不过这个词带贬义，一般认为Sigynnae人是斯基泰人（或另一支伊朗语部落）。

## 利古里亚语理论

### 非凯尔特印欧语
法国历史学家、语言学家Marie Henri d'Arbois de Jubainville认为，利古里亚语可能是西欧最早的印欧语，与西库尔语有关。Jubainville《欧洲第一批居民》（Premiers Habitants de l'Europe，第2版，1889–1894）提出，利古里亚语可能是科西嘉到岛、撒丁岛、西班牙东部、法国南部和意大利西部使用的第一种印欧语，依据是科西嘉岛地名中反映出来的明显的底层，有后缀-asco、-asca、-usco、-osco、-osca、-inco、-inca。更广泛的利古里亚语底层假说从未有定论。
其他语言学家扩展了Jubainville的想法。Julius Pokorny将其推广为印欧语系的“泛伊利里亚语族”（或伊利里亚-威尼斯语），遍布西欧。Paul Kretschmer在南阿尔卑高卢语中发现了利古里亚语的证据（后来铭文普遍认为是凯尔特语）。Hans Krahe以水名为研究重点，将这一概念转化为他的古欧洲水名理论。

### 凯尔特语或意大利-凯尔特语
Camille Jullian（1859 – 1933）认为原始意大利-凯尔特语就是利古里亚语。Henri Hubert（1934）指出，这一理论从未得到广泛支持，也未被彻底推翻。（Hubert补充说，其地位并没有因与Jullian的另一个假说（曾存在类似于意大利-凯尔特的“统一帝国”）相联系而提高。）Guy Barruol在《东南高卢的前罗马民族》（1969）也讨论了利古里亚-凯尔特语问题。
Xavier Delamarre认为，利古里亚语属于凯尔特语族，与高卢语相似。他的论点基于两点：首先，利古里亚语地名Genua（现代热那亚，位于河口旁）源于PIE *ǵenu-“下颌”。许多印欧语都用“口”指河流汇入大海的部分，但只有凯尔特语中PIE *ǵenu-意为“口”。在这之外，Genava（现代日内瓦）也可能是这个词，来自高卢语。两者也可能来自PIE *ǵonu-“膝盖”（Pokorny, IEW如此分析）。
另一种可能性可以从Delamarre提出的第二点推断出来：（据普鲁塔克）在公元前102年的Aquae Sextiae之战中，为罗马共和国效力的利古里亚军对垒日德兰的安布罗内人，后者在战前大喊“Ambrones!”作为战吼。利古里亚人听出这是一种对自己民族的古称，于是回敬：“Ambrones!”。目前还没有确凿事实能证明安布罗内人有凯尔特血统，且欧洲其他地区的部族也有类似名称，说明它们要么是巧合的同音词，要么存在更遥远的联系。

### 前印欧语
Ernst Gamillscheg、Pia Laviosa Zambotti、Yakov Malkiel等学者认为，古利古里亚语是一种前印欧语，受到凯尔特语（高卢语）和意大利语族（拉丁语）影响，并叠加在原始语言上。
他们认为，利古里亚人是至少从公元前5000年起就在欧洲的前印欧人的后代。他们本有自己的语言，后来被印欧人征服，文化和语言上便受到影响。
有人指出了循环论证的风险：古典作家所说的利古里亚人的许多专名似乎是凯尔特的，若认为利古里亚人是非凯尔特人/前印欧人，则在收集利古里亚语词汇时剔除所有凯尔特词汇，并用其证明利古里亚人是非凯尔特人或非印欧人，这是不正确的。

## 脚注
1. ↑  利古里亚语 at MultiTree on the Linguist List
2. 1 2  Kruta 1991.
3. ↑  Hammarström, Harald; Forkel, Robert; Haspelmath, Martin; Bank, Sebastian (编). . . Jena: Max Planck Institute for the Science of Human History. 2016.
4. ↑  . Enciclopedie on line. Treccani.it (Rome: Treccani -Istituto dell'Enciclopedia Italiana). 2011  [2023-12-07]. （原始内容存档于2021-07-20） （意大利语）. Le documentazioni sulla lingua dei Liguri non ne permettono una classificazione linguistica certa (preindoeuropeo di tipo mediterraneo? Indoeuropeo di tipo celtico?).
5. ↑  . Britannica.com. 2014-12-16  [2015-08-29]. （原始内容存档于2014-12-18）.
6. ↑  Baldi, Philip. . Walter de Gruyter. 2002: 112.
7. ↑  Herodotus. A. D. Godley , 编. . 由A. D. Godley翻译. Cambridge: Harvard University Press. 1920. Book 5, Chapter 9  [2023-12-07]. （原始内容存档于2023-10-05）.
8. ↑  Jubainville, H. D'Arbois de. . Paris: Ernest Thorin. 1889. V.II, Book II, Chapter 9, Sections 10, 11 （法语）.
9. ↑  Mees, Bernard. . Anderson, Henning  (编). . Amsterdam & Philadelphia: John Benjamin Publishing Company. 2003: 11–44. ISBN 1-58811-379-5.
10. 1 2   Henri Hubert, 2013 (1934), The Rise of the Celts. Abingdon, Oxfordshire, p. 162.
11. ↑  Barruol 1969.
12. ↑  Delamarre 2003，第177頁.
13. ↑  Indogermanisches Etymologisches Wörterbuch
14. ↑  Plutarch. . . Chapter 10, Sections 5-6.
15. ↑  Gamillscheg, Ernst. . Mainz & Wiesbaden: Akademie der Wissenschaften und der Literatur in Mainz. 1950 （德语）.
16. ↑  Malkiel, Yakov. . Studies in Philology. 1952, 49 (3): 437–458. JSTOR 4173021.
17. ↑  Laviosa Zambotti, Pia. . Rivista di Studi Liguri. 1943, 9 (2–3): 96–108 （Italian）.
18. ↑  Dyfed Lloyd Evans. . Nemeton: The Sacred Grove. 2005–2011. （原始内容存档于2013-05-18）.